# Халадаш
«Халадаш» (в переводе с венгерского — «Прогресс») (венг. Szombathelyi Haladás Futball Club) — венгерский футбольный клуб из города Сомбатхей, выступающий в чемпионате Венгрии. Основан в 1919 году. Домашние матчи проводит на стадионе «Рохонци Ути», вмещающем 12 500 зрителей.

## История
С момента образования и до 1935 года обитал в низших лигах. В 1936 году вышел в высшую лигу и в этом же сезоне вылетел. В дальнейшем еще десять раз вылетал в: 1941, 1942, 1960, 1972, 1979, 1990, 1992, 1994, 2000, 2002 годах. За это время клуб 9 раз выигрывал второй дивизион. В сезоне 2007/08 снова вышел в высший дивизион, где выступает до сих пор. В следующем году добился своего наивысшего достижения — стал бронзовым призером и получил возможность участвовать в Кубке УЕФА (где вылетел во втором раунде). С тех пор команда стабильно выступает занимая место в середине таблицы. В 2017 году команда переехала на новый современный стадион «Халадаш спорткомплекс» вмещающий 9859 человек.

## Цвета клуба
Клубные цвета зеленые и белые. Многие команды в Венгрии используют такие же цвета: «Ференцварош», «Дьёр», «Капошвар», «Пакш».

## Достижения
- Бронзовый призёр чемпионата Венгрии (1 раз):

2008/2009
- Финалист Кубка Венгрии (3 раза):

1975, 1993 и 2002